# Jan Mundy

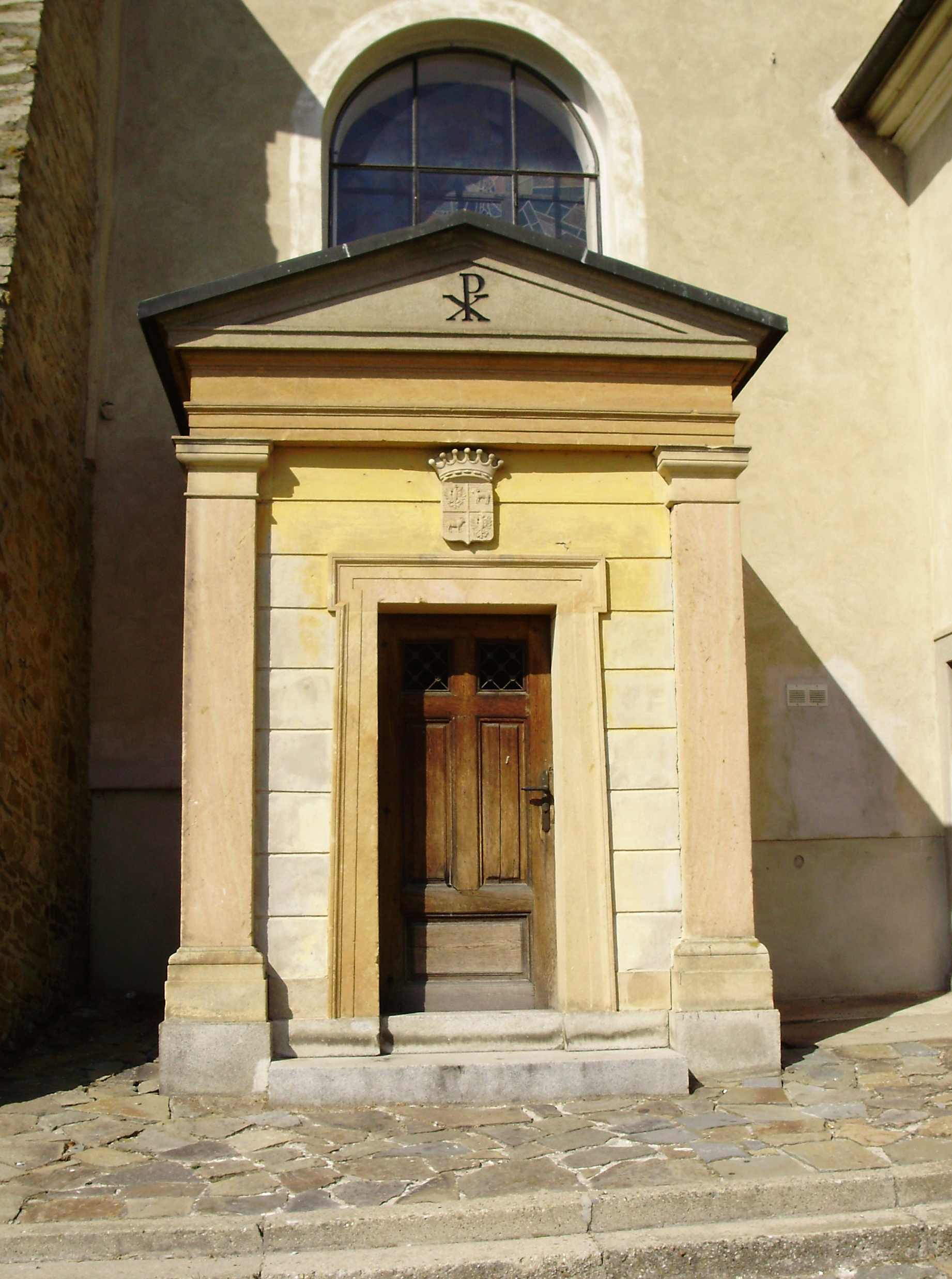
Hrobka rodu v Drnovicích, okres Vyškov

Jan Mundy (28. října 1798 Cejl – 9. března 1872 Vídeň) byl moravský šlechtic, majitel statků a panství Drnovice, Račice, Hvozdec, Říčany, Tišnov a Veveří, které zdědil po svém otci Vilému Mundymu.
Po smrti svého otce v roce 1805 zdědil jako nezletilý veškerý majetek a celá rodina se usadila na hradě Veveří, kde se narodilo i jeho pět dětí (čtyři synové a jedna dcera). Postupně ale zděděný majetek prodával. Roku 1806 prodali jeho pěstouni textilní podniky, v roce 1821 panství Tišnov a 1830 Říčany s Hvozdcem. V letech 1861-1871 vlastnil statky Mořice, Výšovice a Nezamyslice. Koupil také panství Račice u Vyškova, kde zavedl vzorový chov ovcí. Zdejší zámek nechal opravit a vybudoval zde knihovnu s 20 000 svazky. Toto panství ale také roku 1864 prodal. Ponechal si pouze statek Drnovice, kde si nechal v letech 1866-1869 postavit nový zámek.
Jeho čtvrtý syn Jaromír proslul jako iniciátor a propagátor myšlenky sanitních vlaků. Jan Mundy zemřel ve Vídni roku 1872 a jeho ostatky byly převezeny do hrobky rodu Mundyů pod kostelem svatého Vavřince v Drnovicích.

## Rodina
Jan Mundy se roku 1816 oženil s Izabelou hraběnkou Kálnokyovou z Köröspataku a měli 5 dětí narozených na hradě Veveří. Žádný ze synů po sobě nezanechal žádné potomky. Tím rod vymřel po meči.
- Izabela (1818–1864)
- Bohuslav (1816–1896), dne 9. února 1875 se oženil s Theresií Geringerovou, dcerou hoteliéra v Českých Budějovicích
- Jan (1820–1862), major rakouské armády
- Jindřich (1821–1896), hejtman rakouské armády
- Jaromír (1822–1894)[2]